# 天之冬衣神
天之冬衣神（アメノフユキヌ）は、日本神話の神。

## 概要
『古事記』において須佐之男命の5世孫とされ、『日本書紀』に5世孫は天之葺根神とされているが、同神かどうかは不明。『粟鹿大明神元記』には須佐乃乎命の4世孫の天布由伎奴と記述されている。十七世神（とおまりななよのかみ）の一柱である国津神。
重蔵神社の社伝には、出雲よりはるばる能登まで来臨し、同地を平定したとされる。
なお天之葺根神は神剣を天津神に献上している。また、日御碕神社宮司家の小野氏は天之葺根神の子孫とする。

## 考証
名義は「天上界の、冬の着物」とされ、また「冬衣」は「増ゆ衣」で衣類の豊饒を讚美するとも考えられる。
また名称は元来「由布衣神」（木綿の衣の神格化）だったものが、直前の布怒豆怒神・布帝耳神（衣類に関係する神か）に引かれて顚倒し、さらにあとに続く刺国大神・刺国若比売・大国主神と「国」を神名に含む神々との対応を意識して「天之」が付け加えられた結果、「天之冬衣神」の名になったのではないかという説もある。
「冬」の文字は記紀の神話全体で季節の名としては現れず、この神の名として現れるのみである。

## 系譜

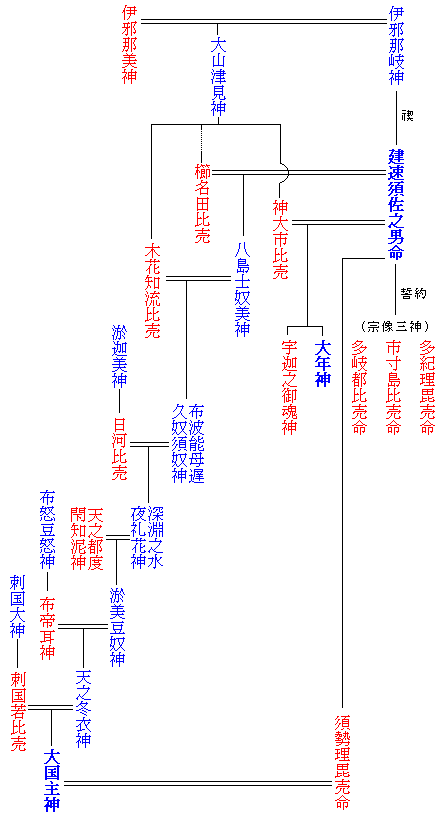
須佐之男命から大国主神までの系図（『古事記』による）。青は男神、赤は女神

淤美豆奴神が布怒豆怒神の娘の布帝耳神を娶って産んだ神で、刺国大神の娘の刺国若比売を娶って大国主大神を産んでいる。

## 祀る神社

### 天之冬衣神
- 重蔵神社（石川県輪島市河井町） - 主祭神
- 富神社（島根県出雲市斐川町） - 主祭神

### 天之葺根神
- 牛尾神社（佐賀県小城市小城町） - 主祭神